# Matt Chapman
Matt James Chapman (Victorville, 28 aprile 1993) è un giocatore di baseball statunitense, terza base per i San Francisco Giants della Major League Baseball (MLB) in precedenza ha giocato per i Toronto Blue Jays tra il 2020 e il 2023.

## Carriera

### Gli Inizi e Minor League (MiLB)

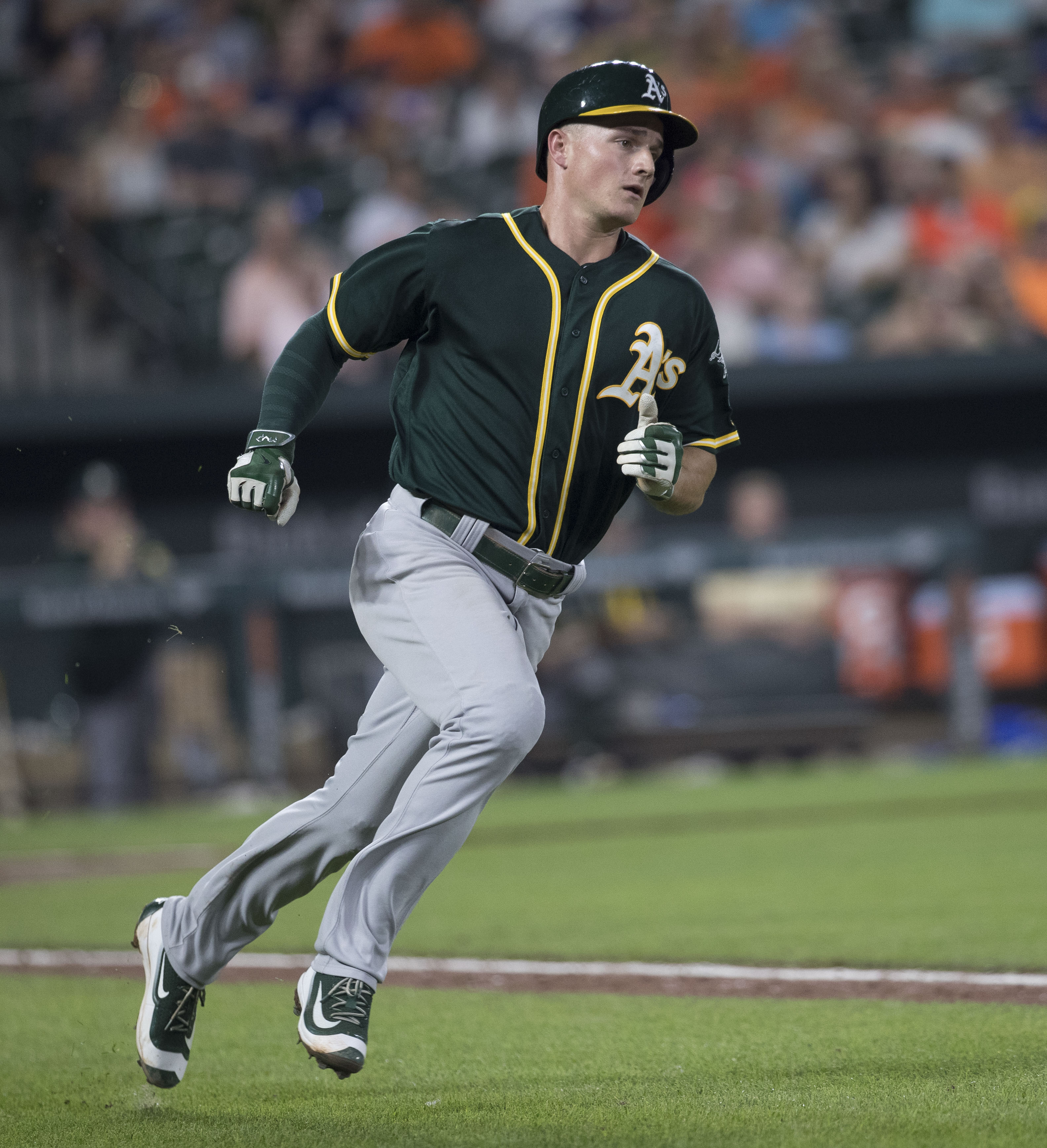
Chapman nel 2017

Chapman si diplomò alla El Toro High School di Lake Forest in California e si iscrisse alla California State University di Fullerton. Fu selezionato, nel primo turno del draft MLB 2014 come 25ª scelta assoluta dagli Oakland Athletics, in quell'anno giocò principalmente in Classe A con alcune comparizioni in Rookie e Doppia-A. Nel 2015 giocò in classe A-avanzata, Doppia-A e apparve per la prima volta in Tripla-A. Iniziò la stagione 2017 in Tripla-A.

### Major League (MLB)
Chapman debuttò nella MLB il 15 giugno 2017, al Coliseum di Oakland contro i New York Yankees. Il 16 giugno batté la sua prima valida e tre RBI (inclusa la valida). Nel 2018 ha partecipato per la prima volta al post-stagione nella MLB.
Il 16 marzo 2022, gli Athletics scambiarono Chapman con i Toronto Blue Jays per Kevin Smith, Kirby Snead e i giocatori di minor league Gunnar Hoglund e Zach Logue.

## Palmarès
- MLB All-Star: 1

2019
- Guanto d'oro: 3

2018, 2019, 2021
- Fielding Bible Award: 1

2018
- Guanto di platino: 1

2018
- Defensive Player of the Year: 1

2018